# Cape Smokey Provincial Park
Cape Smokey Provincial Park är en park i Kanada.   Den ligger i provinsen Nova Scotia, i den östra delen av landet, 1 200 km öster om huvudstaden Ottawa. Cape Smokey Provincial Park ligger 187 meter över havet. Den ligger på ön Kap Bretonön.
Terrängen runt Cape Smokey Provincial Park är huvudsakligen kuperad, men söderut är den platt. Havet är nära Cape Smokey Provincial Park österut. Trakten är glest befolkad. 